# Pico do Príncipe
Pico do Príncipe ist der höchste Berg auf der Insel Príncipe, der kleineren der zwei bewohnten Insel von São Tomé und Príncipe.

## Geographie
Der Pico do Principe erhebt sich bis auf 947 m. Zahlreiche Lavaströme prägen sein Landschaftsbild. Sie gehen sternförmig von der Region aus, in der heute der Gipfel liegt, und im Umkreis liegen noch weitere Nebengipfel: Carriote (Pico Carriota, 377 m), Picos de Mencorne (524 m), Morro de Este (562 m), Pico João Dias Pai (436 m). Der Berg entstand durch Aufsteigendes Magma, welches entlang der Kamerunlinie zahlreiche Vulkane entstehen ließ.
Der Vulkan war bis vor 15,7 Mio. Jahren aktiv. Der größte Teil des Gesteins ist Basalt, aber später strömte Magma im Vulkanschlot nach, welches zu Phonolith erstarrte. Teile der Gesteinseinheiten ist stark erodiert und hinterlassen spektakuläre Türme aus beständigem Phonolith, die fast senkrecht aus dem Regenwald aufsteigen.
Der Gipfel wurde bisher nur selten erstiegen. Die erste Expedition erfolgte 1929. Das Team errichtete eine Basis am Gipfel. 1956 folgte eine zweite Expedition, die eine botanische Bestandsaufnahme machen sollte. Sie scheiterte jedoch aufgrund der Wetterbedingungen.
1999 wurde eine neue Expedition gestartet, die eine Zoneneinteilung vornehmen konnte: Die Gipfel steigen aus einem Plateau auf 600 bis 700 m Höhe an und zahlreiche Lavaströme führen als Bergrücken zum Gipfel. Je höher, desto offener wird das Kronendach im dichten Regenwald und die Bäume tragen mehr Epiphyten. Der Gipfel selbst ist nur eine kleine Kuppe, die auf drei Seiten steil abfällt.

## Ökologie
Die Expedition 1999 wurde von Mitgliedern der Naturschutzorganisation Ecofac durchgeführt, die sich zum Ziel gesetzt hat, Naturschutz durch Ökotourismus zu unterstützen.
Die Ökologie des Gebiets wurde bisher nur wenig erforscht, aber es wurden einige endemische Vogel- und Orchideenarten entdeckt und man rechnet mit zahlreichen weiteren unentdeckten Arten. Mittlerweile wurde die Schutzzone Zona Ecologica (Principe) eingerichtet. In der Schutzzone liegen auch die Berge Mesa (537 m), Pico Papagaio (680 m) and Pico Mencorne (921 m).
28 Vogelarten wurden ermittelt, von denen mehrere Arten endemisch sind und vier weltweit selten. Daneben wurde der Skink Feylinia polylepis, die Blindschlange Typhlops elegans und der Frosch Leptopelis palmatus beschrieben. Endemisch ist auch eine Unterart der Spitzmausart Crocidura poensis.